# Новотураєво
Новотура́єво (рос. Новотураево, башк. Яңы Турай) — село у складі Єрмекеєвського району Башкортостану, Росія. Входить до складу Бекетовської сільської ради.
Населення — 269 осіб (2010; 288 в 2002).
Національний склад:
- башкири — 52 %
- татари — 44 %